# Haematopota shinonagai
Haematopota shinonagai är en tvåvingeart som beskrevs av Hayakawa 1977. Haematopota shinonagai ingår i släktet Haematopota och familjen bromsar. Inga underarter finns listade i Catalogue of Life.